# The Shipping News - Ombre dal profondo
The Shipping News - Ombre dal profondo (The Shipping News) è un film del 2001 diretto da Lasse Hallström, tratto dal romanzo Avviso ai naviganti di Annie Proulx.

## Trama
Quoyle è un tipografo che conduce una vita insignificante e solitaria. Segnato in gioventù dai maltrattamenti del dispotico padre Guy, Quoyle ha imparato a non aspettarsi nulla da se stesso né dagli altri ed è convinto di non meritare nulla di più del poco che ha; così, quando incontra l'affascinante e disinibita Petal, Quoyle si lascia sedurre e s'innamora di lei. I due si sposano e hanno una figlia, Bunny; nonostante ciò, Petal tradisce continuamente Quoyle, che subisce passivamente le angherie della moglie. Alla morte di Petal, deceduta in un incidente d'auto assieme ad uno dei suoi amanti, Quoyle si ritrova da solo con Bunny e cade in una profonda crisi interiore; in seguito ad una visita di sua zia Agnis, sorella di Guy, Quoyle decide di ricominciare da capo e si trasferisce assieme ad Agnis e a Bunny nel villaggio di pescatori di cui è originario ma dove non ha mai vissuto, in Terranova.
Quoyle, Agnis e Bunny si stabiliscono nella vetusta casa di famiglia, abbandonata da quasi mezzo secolo, e Quoyle trova lavoro come cronista presso il giornale locale. Con il passare del tempo, l'uomo scopre oscuri dettagli sul passato della sua famiglia e conosce una vedova, Wavey Prowse, della quale s'invaghisce; Quoyle, però, è costantemente tormentato dal ricordo di Petal ed anche Agnis e Wavey nascondono dei terribili segreti da cui non riescono a liberarsi. I fantasmi che perseguitano i protagonisti sono simboleggiati dalle strane presenze che aleggiano nel villaggio e di cui soltanto poche persone particolarmente sensibili, come Bunny, sembrano essere coscienti. Alla fine, Quoyle, Agnis e Wavey riusciranno a chiudere i conti con il passato; la presa di coscienza dei personaggi prenderà la forma di una furiosa tempesta che spazzerà via la fatiscente casa dei Quoyle e con essa le oscure presenze che la popolano.

## Riconoscimenti
- 2001 - National Board of Review
  - Miglior attrice non protagonista (Cate Blanchett)